# Leptynia hispanica
Leptynia hispanica es una especie de insecto palo de la familia Phasmatidae.  

## Descripción
Suelen predominar los individuos de color verde, aunque también pueden encontrarse de color pardo amarillento, marrones y grises.  
El macho es de hasta 46 milímetros, mientras que la hembra alcanza los 58 milímetros de largo y 4 milímetros de grosor, y se puede identificar por una línea lateral de color blanco que recorre todo el cuerpo desde la base de los ojos. Las antenas son sensiblemente cortas, no alcanzando los 3,5 milímetros de longitud. Los cercos del macho se extienden más allá del abdomen. Las antenas del macho poseen 16 segmentos, mientras que las de las hembras tienen solamente 11.  

## Hábitat
Frecuentan lugares herbáceos. Su área de distribución comprende gran parte de la Europa mediterránea. Antiguamente, los insectos palo abundaban en la península ibérica, aunque en la actualidad y debido al uso de pesticidas se ha producido una disminución drástica de las tres especies presentes en la misma.

## Comportamiento
Son activos por la noche, durante el día permanecen en completa inmovilidad. Es muy difícil localizar a esta especie, principalmente por la facultad de mimetizarse con la principal planta de la que se nutre, la retama negra, pero una vez visualizado, el animal es fácilmente identificable, ya que al sentirse descubierto tiende a permanecer quieto o se deja caer al suelo. En otras ocasiones se levantan completamente estirando las patas con el fin de parecer más grandes, e incluso en algunos casos, el insecto es capaz de amputarse alguna parte no vital de su cuerpo como defensa, para facilitar su escape mientras el depredador ataca la parte amputada.
Aunque normalmente se pueden localizar desde mayo hasta septiembre, puede encontrarse en meses más fríos. 

## Reproducción
Pueden reproducirse por partenogénesis, por lo que la proporción de machos y hembras es aproximadamente de un macho por cada mil hembras.
Los huevos tienen forma de salchicha. Las puestas se realizan en el suelo y las ninfas deben sufrir cuatro mudas para convertirse en adultos. 